# История Ханты-Мансийского автономного округа
Ханты-Мансийский автономный округ-Югра — пример хозяйственного и культурного освоения ранее практически безлюдных северных территорий с суровым климатом и непроходимой тайгой, в результате которого они превратились в один из наиболее динамичных и высокоразвитых регионов Советского Союза и России.

## Формирование
В результате Октябрьской революции и последующей Гражданской войны Тобольская губерния в 1920—1921 гг. в целом была преобразована в Тюменскую губернию. В 1923—1925 гг. в стране прошла реформа районирования и по Постановлению ВЦИК от 3 ноября 1923 года территория вошла в состав укрупнённой Уральской области РСФСР.

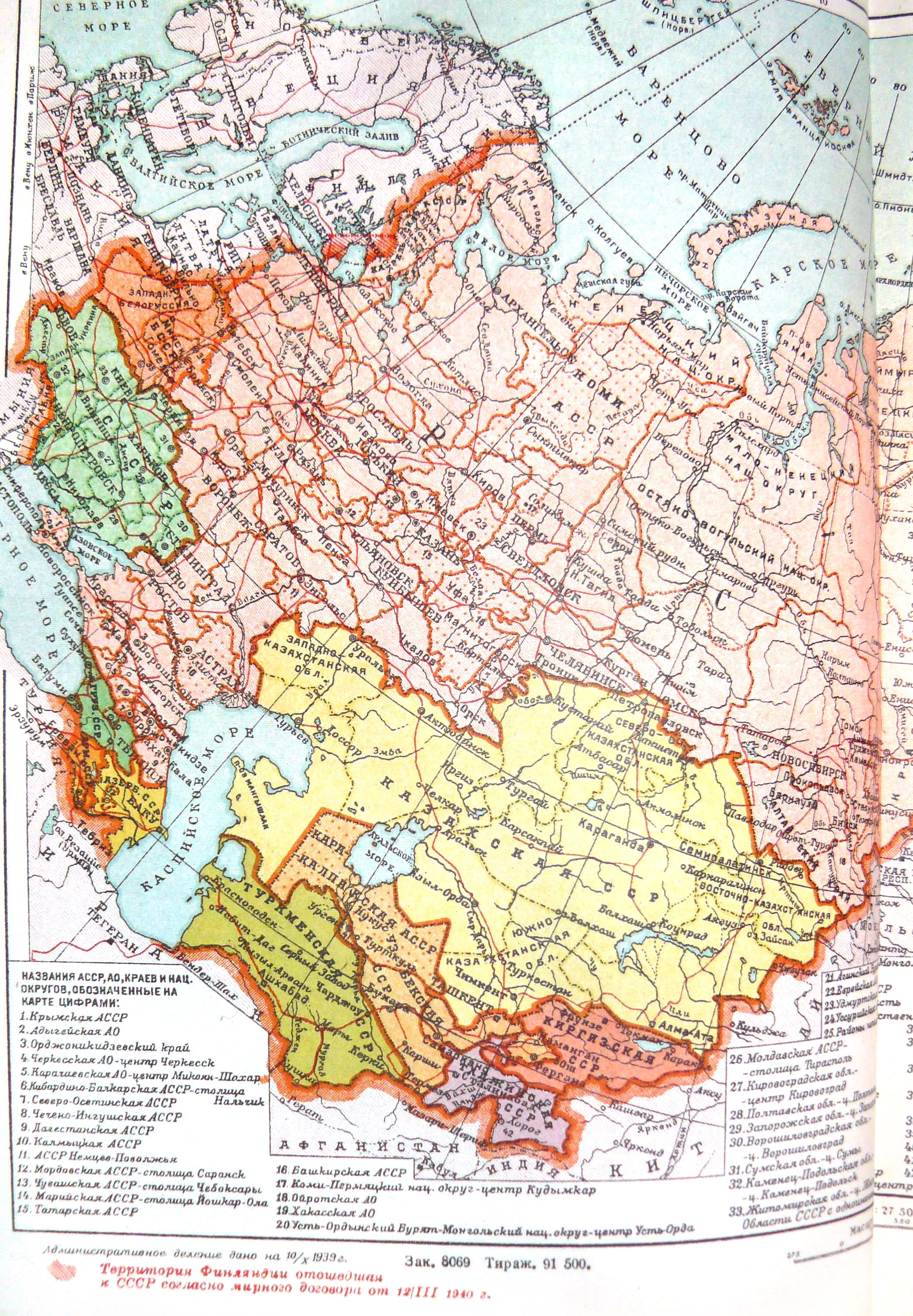
Остяко-Вогульский национальный округ (1940)

Дальнейшее административно-территориальное реформирование привело к изменениям в Уральской области и в её составе с 10 декабря 1930 года постановлением ВЦИК «Об организации национальных объединений в районах расселения малых народностей Севера» был образован Остя́ко-Вогу́льский национальный округ с центром в селе Самарово, в состав которого были включены: Берёзовский район (центр Берёзово), Кондинский (центр Нахрачи), Самаровский, Сургутский, Шурышкарский районы. Из Западно-Сибирского края в состав округа вошёл Ларьякский остякский туземный район полностью, из Уральской области — Берёзовский, Кондинский, Самаровский и Сургутский районы полностью, Кушеватский и Мужевский сельсоветы Обдорского района и остякская часть Уватского района.
С 1930 по 1934 год округ входил в обширную Уральскую область (центр — Свердловск, ныне Екатеринбург), в 1934 — в Обско-Иртышскую область (центр — Тюмень), с 1944 года и по сей день юридически входит в Тюменскую область, однако в 1993 году ХМАО получил автономию и стал полноправным субъектом Российской Федерации.
Посреди глухой тайги в 5 км от села Самарово и 12 км от места слияния Иртыша и Оби в 1931 году началось строительство города Остяко-Вогульска (с 23 октября 1940 года — город Ханты-Мансийск).
23 октября 1940 года Указом Президиума Верховного Совета РСФСР Остяко-Вогульский национальный округ переименован в Ханты-Мансийский. 14 августа 1944 года он вошёл в состав вновь образованной Тюменской области.
С 1978 года Ханты-Мансийский национальный округ был преобразован в Ханты-Мансийский автономный округ (ХМАО), который в 2003 году получил своё нынешнее название — Ханты-Мансийский автономный округ — Югра.

## Советский культурно-производственный проект

### Ликвидация неграмотности и подготовка национальных кадров
В марте 1922 г. при Народном Комиссариате по делам национальностей был организован подотдел по управлению и охране первобытных племен Севера России, который должен был вести культурно-просветительную работу и приобщать коренное население Сибири к социалистической культуре Советской России. Конкретная реализация этих задач была поручена национальному отделу при Тюменском губисполкоме и комитетам Севера при Уральском областном исполнительном комитете и Тобольском окружном исполнительном комитете.
В 1923 году на запрос Всесоюзного комитета сельскохозяйственной выставки прислать в Москву хотя бы одного грамотного ханты был дан отрицательный ответ с пояснением, что был один такой, но погиб во время Гражданской войны.
С первых шагов Советская власть столкнулась с проблемой почти полной неграмотности местных жителей, начав создавать первые национальные школы: в 1924 г. — хантыйскую, в 1925 г. — мансийскую. Приполярная перепись населения 1926 года показала, что общая грамотность населения составляет: ханты — 5-6 %, манси — 6-7 %, зырян — 27-78 %, русских — 42-47 %. Ликвидацию неграмотности ханты и манси предполагалось завершить к концу второй пятилетки — в 1938 году, однако из-за кочевого образа жизни коренных народов и недостатка педагогов это затянулось до 1950-х годов.
Для адаптации коренных народов к советской культуре в 1925 году был создан Северный институт Ленинградского государственного университета, в 1930 году трансформировавшийся в самостоятельный Институт народов Севера.
Задача ликвидации неграмотности осложнялась кочевым образом жизни хантов, поэтому в 1929 г. в Угуте организовали первую школу-интернат, для которой привезли большой двухэтажный особняк, которую представители коренных народов игнорировали. В 1920-30-е годы удалось создать зачатки сети начальных школ, где работали учителя-энтузиасты. Окончив Институт народов севера, вернулся на родину и создал первые буквари на родном языке П. Е. Хатанзеев. В 1930 г. была издана его «Ханты-книга», на обдорском говоре северной диалектической группы хантыйского языка.
В посёлке, который начали строить в 5 км от села Самарово, начал работу леспромхоз, были построены начальная школа, больница, почтовое отделение и радиотелеграф.
В 1931 году сдано в эксплуатацию первое в округе общественное здание — Дом туземца (Дом народов Севера, позже Дом народного творчества). Культуру народам ханты и манси должны были нести Красные Чумы, культбазы, избы-читальни.
Среди 118 делегатов Первого окружного съезда советов рабочих, крестьянских и красноармейских депутатов были русские, ханты, манси, зыряне, ненцы, и все выступления переводились на 5 наречий, в результате чего работа съезда растянулась на 10 дней. Съезд проходил с 25 февраля по 3 марта 1932 года в Доме Туземца. Съезд принял постановление о присвоении окружному центру названия Остяко-Вогульск и избрал окружной исполнительный комитет Остяко-Вогульского национального округа во главе с Розниным Яковом Матвеевичем.
В 1932 году завершилось строительство районной библиотеки.
В 1932 году было открыто первое среднее специальное учебное заведение в округе — Остяко-Вогульский педагогический техникум. Затем были открыты медицинское училище, торгово-кооперативная школа с общежитиями и столовыми для обучения местных жителей необходимым профессиям, профессионально-технические училища для подготовки рабочих кадров.
В 1934 году был открыт первый звуковой кинотеатр на главной площади посёлка.
В 1936 году в Остяко-Вогульске начал работать краеведческий музей.
В 1937 году на Всемирной выставке в Париже золотыми медалями Гран-при были награждены картины национальных художников, студентов Института народов Севера К.Панкова и Н.Натускина.
К 1940 году на территории округа была развёрнута сеть из 72 изб-читален и сельских клубов, 19 колхозных клубов, 7 красных чумов, 8 домов культуры, 14 библиотек, 42 киноустановок. Во время навигации работала плавучая культбаза, обслуживавшая рыбаков и обеспеченная музыкальными инструментами, фотоаппаратом, кинопередвижкой, корпунктом газеты «Северный рыбак».

### Здравоохранение
1 ноября 1932 года была учреждена Остяко-Вогульская амбулатория и началось строительство стационара. Первое время больница располагалась в двух зданиях и имела 35 коек для хирургических и терапевтических больных, койки для рожениц и койки тифозного барака. К 1939 году в ней было уже 75 коек.
В 1934 году открыты туберкулёзный диспансер, рентгеновский и 2 зубоврачебных кабинета.
В начале 1945 года окружная больница разрослась до 116 коек и стала принимать острых больных со всего округа, для чего в 1947 году открылось отделение санитарной авиации.

### Задачи экономического освоения

#### Концепции развития
В 1929 г. сборник «Советский Север» впервые ознакомил советскую общественность с природными условиями, бытом, культурой и историей коренного населения Севера. На VI расширенном Пленуме Комитета Севера А. Е. Скачко в 1929 г. поднял вопрос землеустройства малых народностей Севера, представлявшегося многим территорией, «где на одного человека приходятся сотни километров земли», где население с землей не связано, где оно не имеет постоянного места жительства, вечно «бродит» без всякого порядка и системы, «теряясь в бескрайних пространствах никем не измеренной и никем даже не исхоженной земли», чтобы землеустройство стало основой в программу государственных мероприятий и её финансирования.
«Суровость, пустынность, „дикость“ Севера очень часто доказывались „фактом вымирания“ северных коренных народов („инородцев“, по терминологии рубежа XIX — первой трети XX в.). В конце XIX начале — XX в. в обыденном сознании сложился образ вымирающих народов севера, не выдерживающих натиска „цивилизации“, выразившейся в форме „спирта, сифилиса и торгового обмана“. Эти представления были достаточно широко распространены как в обществе, так и в органах власти в 1920-е гг», — подчёркивает Е.Гололобов.
Общепринятое мнение о Севере как территории, непригодной для жизни, начал опровергать С. А. Бутурлин, сравнивший его со Средним Поволжьем, где «почти каждую зиму доходят морозы до −43 °С, а в 1892 г. доходили до −52 °С, и никто еще не находил жизнь в Самаре, Ульяновске или Казани несносной из-за морозов».
Виталий Бианки, проехав в 1930 г. с художником В. Курдовым по северу Западной Сибири, проникся романтическими чувствами к этому краю, отразив их в книге «Конец земли». В этой поездке писатель познакомился с первым директором Кондо-Сосьвинского заповедника В. В. Васильевым и в переписке с ним признавался: «Погостил на Сосьве, теперь гощу в Питере — и тянет, тянет опять в урман».

#### Создание экономической базы
Численность населения созданного в 1930 году округа была незначительна и к 1940 году не достигла 80 тысяч человек, в том числе в Самаровском районе 22 тыс., Микояновском — 15 тыс., Сургутском — 14,7 тыс., Берёзовском — 13,7 тыс., Кондинском — 7,5 тыс., Ларьякском — 5 тыс.
В округе началось развитие сельского хозяйства и промышленного рыболовства. За 10 лет до 1940 года количество крупного рогатого скота удвоилось — до 42 тысяч голов, лошадей возросло на 50 %, начало развиваться свиноводство и количество свиней возросло в 8 раз, до 5837 голов. В Остяко-Вогульске начал работать опорный пункт Наркомзёма, развернувший селекционную и племенную работу. В регион завозили племенных животных, районировали сорта овощей и даже зерновых. Колхозы «Заря новой жизни» и «Северный пахарь» Самаровского района в 1939 году собрали рекордный урожай, по 23-24 тонны капусты с гектара, ферма ГорПО получила 49 тонн, а опорный пункт Наркомзёма — 55 тонн. Колхоз деревни Фролы получил урожай озимой пшеницы почти 40 центнеров с гектара.
С конца 1920-х годов началась коллективизация сельского хозяйства среди коренного населения. В округе стали создаваться хозяйства с полным обобществлением оленей. Такая политика вызвала в 1931—1934 годах два вооружённых выступления хантов и ненцев.
В Остяко-Вогульский округ в 1930—1932 годах было направлено 37 400 спецпереселенцев. Из них 11 200 человек было направлено в рыбную промышленность, 11 400 — в систему интегральной кооперации, остальные — на лесозаготовки и строительство.
16 января 1935 года состоялся первый авиационный рейс самолёта АИР-6 под управлением начальника воздушной линии Тобольск-Обдорск Н. А. Целибеева. Расстояние от Тобольска до Самарово самолёт покрыл за рекордное время 2 часа 17 минут. В марте 1935 года был совершён первый рейс по маршруту Сургут — Самарово. Чтобы не обморозиться в пути, лётчики и пассажиры надевали олений кумыш — накидку из оленьего меха поверх полушубка или ватника. Затем открылась авиалиния Тюмень — Тобольск — Самарово — Берёзово — Салехард на самолёте По-2. «Расстояние в 2 600 километров, требующее при плохой езде веревочкой, со всеми прелестями этого передвижения не менее 25 суток, теперь — в довольно уютных кабинках стальных птиц, может быть покрыто не более как в 11-12 часов, при затрате на этот проезд гораздо меньших средств», — отчитывался в газете «Ханты-Манчи шоп» начальник управления строительства гидроаэролинии Свердловск — Обдорск Паков. Он подчёркивал, что современная скорость самолета (200 километров в час) даст возможность медику, санитарному персоналу оказать своевременную помощь тяжело заболевшему туземцу, что избавит его «от заботливых услуг шамана».
19 декабря 1935 года была открыта авиатрасса Тюмень — Остяко-Вогульск, а также Самарово — Сургут, в 1939 году — Самарово — Ларьяк и Самарово — Нахрачи.
В 1937 году Остяко-Вогульск и Самарово соединила автомобильная дорога. Началась телефонизация Остяко-Вогульска (коммутатор на 300 номеров).

#### Разведка полезных ископаемых
Уже в 1924 году советские геологи начали изучение Приполярного Урала. Полярно-Уральская экспедиция треста «Русские самоцветы» под руководством А. Н. Алёшкова разведала и начала добычу горного хрусталя, а затем пьезокварца в пределах Саранпаульского тузсовета Остяко-Вогульского округа. Был обнаружен пьезокварц высокого качества, который в промышленном количестве встречается очень редко и ранее импортировался в СССР для нужд радиопромышленности и производства приборов. Месторождения в тундровой зоне были труднодоступными: тюки с хрусталём по горным оленьим тропам и болотам перебрасывались к лодкам, на которых по порожистым Манье и Щекурье спускались в Саранпауль для дальнейшей отправки в Ленинград. Обратным путём экспедиции забрасывали продовольствие и стройматериалы для постройки баз в горах.
По инициативе А. Алёшкова было организовано две старательских партии Северо-Обского треста Главсевморпути на реках Щекурья и Манья, где находили золото.
В 1934 году в Остяко-Вогульский округ направилась геологическая партия треста «Востокнефть» под руководством В. Г. Васильева для проверки сообщений местных жителей о нефтепроявлениях, полученных в 1932 году из села Юган Сургутского района. Было пробурено несколько неглубоких скважин, которые в 1935 году указали на наличие нефтенасыщенных пластов на Югане и подтвердили гипотезу академика Ивана Губкина о запасах нефти и газа в Западной Сибири.

#### Создание промышленности
Одной из ведущих отраслей округа стала лесная промышленность. При участии спецпереселенцев были введены и освоены производственные мощности Ханты-Мансийского леспромхоза, Белогорского деревообрабатывающего завода.
7 ноября 1930 года состоялся запуск крупнейшего промышленного предприятия в регионе — Самаровского рыбоконсервного комбината, построенного на берегу Иртыша для освоения богатейших рыбопромысловых угодий края. Постановление о его строительстве было принято в 1929 году, а уже 6 ноября 1930 года состоялась дегустация первых консервов из сибирской рыбы. В 1931 году предприятие выработало 2 903 000 банок консервов, в 1935 году на нём трудилось около 1 000 человек. Удобная речная транспортная сеть обеспечивала доставку сырья и сбыт готовой продукции по Оби и Иртышу. В первые 50 лет комбинат поставлял свою продукцию во многие республики СССР и даже за пределы страны.
Поскольку суровые климатические условия требовали обязательного наличия печей в домах, возникла острая потребность в местном керамическом производстве. В 1930 г. возле слияния Иртыша и Оби образовался посёлок Кирпичный, где было развёрнуто производство керамической посуды и кирпича из 6 видов местной глины. Другое кирпичное производство начало работать в посёлке Ванзетур Берёзовского района. В 1934 году начал работать кирпичный завод в Остяко-Вогульске.
В 1934 году в Остяко-Вогульске начала работать первая электростанция — первое кирпичное здание в городе. Локомобиль мощностью 37 лошадиных сил подавал электричество для освещения и работы водопровода.
1 октября 1938 года в селе Нахрачи Кондинского района начал работать экстрактно-варочный завод для переработки дикорастущих ягод. К Новому году он выработал 22 тонны экстракта, который был использован на производство сухих киселей. На заводе были созданы кондитерские цеха, рассчитанные на выпуск 200 тонн конфет 18 сортов, 500 тонн плодово-ягодного вина, 100 тонн варенья, 100 тонн ягодного повидла.

## Округ в годы Великой Отечественной войны

### Защитники родины
Более 17 тысяч жителей округа ушли защищать Родину на фронта Великой Отечественной войны. 9 тысяч не вернулись домой, более 5 тысяч были награждены орденами и медалями, 12 стали Героями Советского Союза. 5 тысяч жителей округа удостоены медали «За доблестный труд в годы Великой Отечественной войны».

#### Герои Советского Союза
- Ажимов, Тулебай Хаджибраевич, рядовой (5 апреля 1921 — 14 февраля 1988)
- Архангельский, Николай Васильевич, старший лейтенант (10 апреля 1921 — 14 января 1945)
- Бабичев, Пётр Алексеевич, старший сержант (21 февраля 1922 — 15 августа 1993)
- Безносков, Иван Захарович, гвардии капитан (20 января 1918 — 25 февраля 1945)
- Корольков, Иван Васильевич (5 октября 1919 — 1 января 1984)
- Механошин, Кирилл Петрович, младший лейтенант (28 марта 1915 — 11 мая 1995)
- Панов, Пётр Яковлевич, сержант (6 сентября 1912 — 16 февраля 2002)
- Пуртов, Фёдор Петрович, капитан (12 марта 1920 — 16 сентября 2017)
- Сирин, Николай Иванович, рядовой (9 мая 1922-15 января 1943)
- Собянин, Гавриил Епифанович, рядовой (25 мая 1896 — 23 декабря 1944)
- Унжаков, Алексей Филиппович, старший сержант (6 августа 1923 — 9 апреля 1994)
- Чухарев, Вячеслав Фёдорович, сержант (20 апреля 1926 — 27 июля 1959

#### Полный кавалер Ордена Славы
- Черушников, Александр Григорьевич, гвардии младший сержант (1 декабря 1918 — 29 июля 1986)

### Помощь фронту
В годы Великой Отечественной войны жители округа внесли большой трудовой вклад в дело Победы. Начался сбор средств в Фонд обороны: к 7 октября 1941 года через Сургутское отделение Госбанка в него было направлено 65 тысяч рублей 3 килограмма серебра, 200 граммов золота.
Поставку 45 % рыбных консервов на фронт обеспечивал Ханты-Мансийский округ. Большая часть этой продукции была изготовлена на Самаровском рыбоконсервном комбинате. В 1942 году коллектив предприятия собрал 8 675 рублей на танковую колонну, а комитет ВЛКСМ рыбозавода выступил с инициативой в нерабочее время добывать рыбу в Фонд обороны. В 1943 году на фронт была отправлена 501 тысяча банок консервов сверх плана. В мае 1944 года комбинат получил благодарственную телеграмму главы Комитета обороны И. В. Сталина. На фронт также отправляли крутосолёную рыбу в деревянных бочках.
На Нахрачинском экстрактно-варочном заводе организовали цех сушеных овощей мощностью 400 тонн. Его витаминная продукция из брусники, рябины, черники, клюквы в первую очередь поставлялась в госпитали, для питания раненых бойцов.
В заготовку пушнины и вылов рыбы вместо ушедших на фронт мужчин включились женщины и старики. Ханты Никита Иванович Яркин из Нарыкарского сельсовета, который указывал, что ему 100 лет, к 5 декабря 1944 года сдал шкурок пушных зверей на 700 рублей. 60-летняя охотница У. Вандымова ежедневно выходила на промысел белок, а однажды нашла и с помощью других охотников убила медведя, чьи мясо и шкуру сдала в сельпо.
Дети заготавливали кедровые орехи. Сдав государству более центнера чистого ореха, пионеры Охтеуровской школы перечислили полученные деньги на постройку авиаэскадрильи «Омский комсомолец».
Труженики Самаровского района собрали на строительство боевых самолётов «Самаровский колхозник» 1 миллион 153 тысячи 350 рублей, за что получили благодарность Красной Армии и главы Комитета обороны И. В. Сталина в 1943 году.

### Второй дом для эвакуированных
В 1942 году Исполком окружного совета принял постановление об устройстве эвакуированных детей из Ленинграда во вновь создаваемых детских домах: в Сургутском районе — в посёлках Ямской и Песчаный по 90 человек, пос. Чёрный Мыс на 70; в Микояновском районе — в посёлках Перегребный и Большой Камень по 85 человек, Заречный — на 80; в Самаровском районе в посёлках Урманный и Горный по 125 человек; в Кондинском районе в деревне Болчары на 50 человек, посёлке Лиственничный на 90, Ягодный — 60; в Ханты-Мансийске на 50 человек. Люди вывезенных из блокадного Ленинграда принимали детей-сирот в свои семьи, помогали детдомам продуктами, одеждой, дровами. Под размещение детей отдавали здания правлений колхозов, клубы, школы. Всего осенью 1942 года в округ прибыло 782 школьника и 162 дошкольника, большинство из которых после войны вернулись в Ленинград.

## Послевоенное развитие
27 января 1950 года Ханты-Мансийск первым в округе получил статус города, с включением в него села Самарово. В этот момент там проживало 20 тысяч жителей, работали рыбокомбинат, Центральные ремонтные мастерские, деревообделочный комбинат, Опытная сельскохозяйственная станция, городской промышленный комбинат, Обь-Тазовское отделение ВНИИ рыбного хозяйства.
В городе действовали Дом культуры, Клуб рыбников, краеведческий музей, 5 библиотек, Дом народного творчества, 14 средних и семилетних школ, музыкальная школа, 6 средних специальных учебных заведений. В Клубе рыбников был организован первый в Ханты-Мансийске драматический коллектив, в Ханты-Мансийском педагогическом училище — оркестр народных инструментов.
В 1950 году в Ханты-Мансийске началась прокладка водопровода, который был пущен к 15 декабря.

### Лесная промышленность
Начиная с 1946 года в леспромхозы округа начала поступать высокопроизводительная техника, позволившая к началу 1960-х годов полностью механизировать заготовку древесины. Для этого были задействованы 381 машина, 511 тракторов, 185 электростанций, 1300 бензопил «Дружба». Строительство железных дорог Ивдель-Обь и Тавда-Сотник способствовало созданию новых крупных лесозаготовительных комплексов в Комсомольском, Советском, Куминском, Пионерском, где появились благоустроенные школы, детские сады, дома культуры, спортивные сооружения, магазины. Таким образом, заготовка древесины возросла с 195 тыс. кубометров в 1946 году до 1,7 млн кубометров в 1959-м. Из 17 млн кубометров леса, поставленных за 30 лет предприятиями округа, можно было построить 160 таких городов, как Ханты-Мансийск, или 440 тысяч жилых домов по 40 м². каждый.

## Открытие газа и нефти
В 1951 году была образована Ханты-Мансийская геологоразведочная экспедиция, впоследствии преобразованная в трест.
21 сентября 1953 года в Берёзове геологоразведочной партией Г. Д. Суркова и партией глубокого бурения А. Г. Быстрицкого на опорной скважине Р-1 впервые в Западной Сибири был получен природный газ. Согласно отчёту «Тюменьнефтегеологии», газоводяной фонтан ударил из песчаников, относящихся примерно к юрскому периоду, с глубины 1305—1318 метров. Дебет скважины составлял более миллиона кубометров в сутки, высота фонтана составляла 45-60 м. Скважину удалось закрыть только 1 июля 1954 года.
23 июня 1960 года бригада бурового мастера С. Н. Урусова впервые в Западной Сибири нашла нефть в районе Шаима. Затем последовали открытия многих других нефтегазовых месторождений. Наряду с промышленной эксплуатацией нефтегазовых месторождений, в округе развивалась лесная промышленность. Важную роль в этом сыграло строительство железной дороги Ивдель — Приобье.

## Субъект Российской Федерации
Важным историческим событием в истории Югры стало проведение 26—27 июня 2008 года в Ханты-Мансийске саммита «Россия и Европейский союз». В мероприятии приняли участие Президент России Дмитрий Медведев, председатель правительства Словении Янез Янша, председатель Еврокомиссии Жозе Баррозу, генеральный секретарь Совета ЕС Хавьер Солана. Также Югра заявила о себе как территория международных спортивных состязаний и чемпионатов, в особенности по биатлону.
В 2018 году в честь празднований 900-летнего Юбилея Земли Югорской дан старт проекту «Многовековая Югра». Итогом проекта станет издание «Академическая история Югры», один из источников, как для создаваемой в настоящее время 20-томной «Истории России», так и для учебников и учебно-методических пособий по истории Югры для школ и ВУЗов региона.

## Руководители
1930 — Рознин, Яков Матвеевич.